# Saint-Jean-de-Rebervilliers
Saint-Jean-de-Rebervilliers is een gemeente in het Franse departement Eure-et-Loir (regio Centre-Val de Loire) en telt 181 inwoners (1999). De plaats maakt deel uit van het arrondissement Dreux.

## Geografie
De oppervlakte van Saint-Jean-de-Rebervilliers bedraagt 10,7 km², de bevolkingsdichtheid is 16,9 inwoners per km².
De onderstaande kaart toont de ligging van Saint-Jean-de-Rebervilliers met de belangrijkste infrastructuur en aangrenzende gemeenten.

## Demografie
Onderstaande figuur toont het verloop van het inwonertal (bron: INSEE-tellingen).